# Quisqualis
Quisqualis é um género botânico pertencente à família Combretaceae.